# Harald Böttger
Harald Böttger (* 27. Januar 1940 in Berlin) ist ein deutscher theoretischer Physiker, der sich vor allem mit Festkörpertheorie und statistischer Physik beschäftigt. Er wirkte als Rektor an der Technischen Universität Magdeburg und nochmals an der Otto-von-Guericke-Universität Magdeburg.

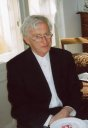
Harald Böttger (2017)

## Leben
Böttger studierte Physik von 1958 bis 1962 an der TU Dresden und von 1962 bis 1963 an der Humboldt-Universität Berlin.
Von 1963 bis 1980 arbeitete er an der Akademie der Wissenschaften der DDR, davon 1963–1968 am Institut für Kristallphysik und 1968–1980 am Zentralinstitut für Elektronenphysik.
1965 wurde er an der Humboldt-Universität promoviert (Temperaturabhängigkeit der optischen Absorption von Übergangselementen in oktaedrischer Umgebung) und habilitierte sich 1971 mit dem Thema Spin-Gitter-Wechselwirkung in diamagnetischen Kristallen mit paramagnetischen Zusätzen unter der akademischen Leitung von Ostap Stasiw.
Von 1973 bis 1976 weilte Böttger zu einem Arbeitsaufenthalt im Bereich theoretische Physik am Physikalisch-Technischen Institut A. F. Joffe in St. Petersburg (damals: Leningrad). Hier begann auch eine langjährige fruchtbare wissenschaftliche Zusammenarbeit mit seinem russischen Kollegen V.V. Bryksin.
Im Jahr 1980 nahm er einen Ruf als ordentlicher Professor (ab 1992 C4-Professor) an die TU Magdeburg (ab 1993 Universität Magdeburg) an. Von 1992 bis 1993 war er in der Nachfolge von Richard Teßmer hier Rektor der Technischen Universität Magdeburg und bereitete aktiv deren Zusammenschluss vor mit den beiden anderen Magdeburger Hochschulen zur Otto-von-Guericke-Universität Magdeburg, Dieser stand er dann von 1996 bis 1998 ebenfalls als Rektor vor in der Nachfolge des Gründungsrektors Jürgen Dassow. Sein Nachfolger im Rektorenamt wurde Thomas Strothotte.
Von 1992 bis 1996 war er Fachgutachter der Deutschen Forschungsgemeinschaft und dort stellvertretender Vorsitzender des Fachausschusses Physik.
Schwerpunkte seiner wissenschaftlichen Arbeit sind Festkörpertheorie und statistische Physik, insbesondere Spin-Phonon-Wechselwirkung, Gitterdynamik, Ladungs- und Spintransport, ungeordnete Festkörper und Quasikristalle.
In Würdigung seines wissenschaftlichen Lebenswerkes mit über 170 Publikationen einschließlich zweier Monographien fand 2005 an der Universität Magdeburg ein Ehrenkolloquium aus Anlass seines 65. Geburtstages statt.
Im Jahr 2008 beendete er seine aktive Tätigkeit im Dienste der Universität. 2005 und 2012 war er Akademiedozent auf Sommerakademien der Studienstiftung des Deutschen Volkes mit einem großen Abendvortrag 2012 in LaVilla „Geschichte der neuzeitlichen Physik: Europa, China, Islam“.

## Schriften (Auswahl)
- H. Böttger: Principles of the Theory of Lattice Dynamics. Weinheim Physik-Verlag, 1983, ISBN 3-87664-064-4.DNB 830069976
  - russische Übersetzung: Pricipy dinamitscheskoj teorii reschetki. Moskva-Verlag Mir, 1986.
- H. Böttger, V.V. Bryksin: Hopping Conduction in Solids. VCH, Weinheim; Deerfield Beach, Fl. 1985, ISBN 3-527-26451-5.DNB 850939542
- R.H.H. Poetzsch und H. Böttger: Interplay of disorder and anharmonicity in heat conduction: Molecular-dynamics study. In: Phys. Rev. B. Band 50, 1994, S. 15757, doi:10.1103/PhysRevB.50.15757.
- H. Böttger, V.V. Bryksin, T. Damker: Magnetic and Spin Effects in Small Polaron Hopping. Springer-Verlag, 2007, ISBN 978-1-4020-6347-3 (springer.com [PDF]).